# اچ‌ام‌اس ویگو (۱۸۱۰)
اچ‌ام‌اس ویگو (۱۸۱۰) (به انگلیسی: HMS Vigo (1810)) یک کشتی بود که طول آن ۱۷۶ فوت (۵۴ متر) بود. این کشتی در سال ۱۸۱۰ ساخته شد.